# Ločitveni upniki
Ločítveni úpnik so upniki, ki imajo svojo terjatev do dolžnika zavarovano z zastavno pravico na predmetu iz dolžnikovega premoženja, kar jim v primeru stečaja ali prisilne poravnave zagotavlja ugodnejši položaj.
Ločitveno pravico je mogoče pridobiti s sporazumom upnika in dolžnika hkrati z nastankom terjatve, ali pa prisilno, v izvršilnem postopku, npr. z rubežem dolžnikovih stvari.
V praksi ločitveni upniki največkrat uveljavljajo zastavno pravico na dolžnikovih osnovnih sredstvih - nepremičninah, strojih in vozilih - ter na vrednostnih papirjih. Redkeje je zastavna pravica ustanovljena na terjatvah ali drugih premoženjskih pravicah. Ločitveni upniki so največkrat banke ali veliki dobavitelji blaga, čeprav ni nobenih ovir, da ne bi bila z zastavno pravico zavarovana tudi zelo majhna terjatev.
Ločitveni upnik lahko kljub začetku postopka prisilne poravnave izterja svojo terjatev do dolžnika, vendar le iz zastavljenega premoženja. V praksi vrednost le-tega največkrat ne zadošča za popolno poplačilo ločitvenega upnika. Razlogi za to so naslednji: narasla terjatev zaradi zamudnih obresti, padec vrednosti zastavljenega premoženja, pretirana ocena vrednosti zastavljenega premoženja ob ustanovitvi zavarovanja. V tem primeru mora ločitveni upnik ostanek svoje terjatve uveljavljati pod enakimi pogoji kot navadni upniki, torej največkrat v znižani višini in po poteku določenega časovnega odloga. Ločitveni upniki nimajo pravice glasovati v postopku prisilne poravnave, razen če se odpovedo ločitveni pravici.
Če je nad dolžnikom začet stečajni postopek, ločitveni upnik ne more sam predlagati postopkov unovčenja zastavljenega premoženja. Celotno dolžnikovo premoženje v tem primeru unovčuje stečajni upravitelj, ki pa iz vrednosti zastavljenega premoženja pred ostalimi upniki poplača ločitvenega upnika.
Zelo pogosti so stečajni postopki, v katerih je vse dolžnikovo premoženje večje vrednosti obremenjeno s pravicami ločitvenih upnikov in za poplačilo navadnih upnikov ne ostane nič.